# Miwa Ota
Miwa Ota (* 13. Dezember 1968 in der Präfektur Niigata) ist eine ehemalige japanische Skilangläuferin.

## Werdegang
Ota hatte ihren ersten internationalen Erfolg bei den Winter-Asienspielen 1990 in Sapporo. Dort holte sie die Goldmedaille mit der Staffel. Im folgenden Jahr gewann sie bei der Winter-Universiade in Sapporo über 10 km klassisch, 10 km Freistil und 15 km Freistil jeweils die Goldmedaille und mit der Staffel die Silbermedaille. Ihre ersten Weltcuprennen absolvierte sie im Dezember 1991 in Silver Star, die sie auf dem 63. Platz über 5 km klassisch und auf dem 54. Rang in der Verfolgung beendete. Beim folgenden Weltcup in Thunder Bay errang sie mit dem 32. Platz über 5 km Freistil ihre beste Platzierung im Weltcupeinzel. Ihren letzten internationalen Rennen lief sie bei den Olympischen Winterspielen 1992 in Albertville. Dort belegte sie jeweils den 43. Platz über 5 km klassisch und in der Verfolgung, den 41. Rang über 30 km Freistil und den 12. Platz mit der Staffel. Bei japanischen Meisterschaften siegte sie im Jahr 1988 über 10 km und im Jahr 1991 jeweils über 10 km klassisch, 10 km Freistil und über 15 km.